# Orli Dwór
Orli Dwór – (niem. Adlerhorst) osada w Polsce położona w województwie kujawsko-pomorskim, w powiecie świeckim, w gminie Osie w kompleksie Borów Tucholskich na obszarze Wdeckiego Parku Krajobrazowego w bezpośrednim sąsiedztwie rezerwatu "Miedzno". 
Przez Orli Dwór przebiega szlak turystyczny Stu z nieba.
W latach 1975–1998 miejscowość administracyjnie należała do województwa bydgoskiego.